# Timur Chromy
Timur Chromy znany również jako Tamerlan i Timur Lenk (od Tīmūr-e Lang – Timur Kulawy) (ur. 9 kwietnia 1336 w Chodża Ilgar koło Keszu, zm. 18 lutego 1405 w Otrarze) – wódz mongolskiego plemienia Barłasów, założyciel dynastii Timurydów, panujący w latach 1370–1405, zdobywca większości Azji Środkowej, Iranu, Iraku i Zakaukazia.

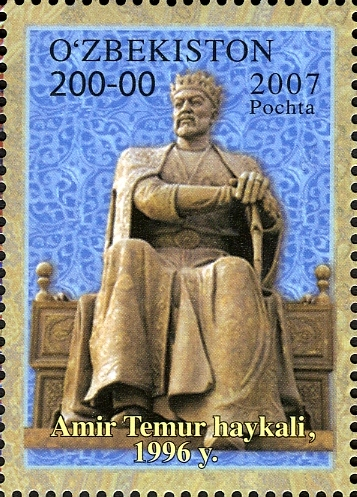

## Życiorys
Timur był synem zubożałego arystokraty z mongolskiego plemienia Barłasów – Taragaja. Jego imię pochodzi z języka mongolskiego i oznacza żelazo. Timur zaczynał od dowodzenia niewielką bandą (mimo iż zarządzał miastem Kesz i powinien posiadać środki do życia, możliwe jednak, że były one niewystarczające), która grabiła pasterzy. Tamerlan zyskiwał na popularności dzięki sprawiedliwemu dzieleniu się łupami z podkomendnymi. Z czasem banda rozrosła się do kilkuset wojowników i ich cele wzrastały. Timur był jednym z bardzo wielu przywódców band w rozbitym politycznie Mawarannahrze (regionie pomiędzy rzekami Amu-darią i Syr-darią).W 1361 r. zawarł sojusz z Husejnem (dalekim potomkiem Czagataja), władcą Balchu i Kabulu. Dodatkowo sojusz utrwaliło małżeństwo z siostrą Husejna, Aldżai Turchan-agą.
W jednym ze starć zbrojnych Timur został ciężko ranny w rękę i biodro przez co stał się kaleką. Mimo tego nie zaprzestał aktywnego życia koczownika. Stąd pochodzi jego przezwisko Timurlenk – Timur Kulawy, które w zniekształconej formie Tamerlan przyjęło się w Europie. Razem z Husejnem podporządkowali sobie innych emirów Mawarannahru i zwołali w 1363 r. kurułtaj, na którym przeprowadzono wybór chana. Został nim potomek Czagataja – Kabulszah. Nowy chan był zależny od sojuszników. W następnych latach, na Mawarannahr  napadali chanowie Mogolistanu, Timur Tugłuk i jego następca Ilias Chodża, którzy łupiąc próbowali podporządkować sobie kraj.
W 1366 r. Husejn i Timur wspólnie zdobyli Samarkandę, która stała się stolicą przyszłego imperium Timura. Rozpowiadali, iż popierają serbedarów i chcą się do nich przyłączyć. Na pierwszym spotkaniu przyjęli uroczyście przywódców serbedarów. Na następnym wymordowali wszystkich oprócz jednego, za którym wstawił się Timur. Pozostali serbedarowie poddali miasto bez oporu. To była ostatnia wspólna operacja wojskowa Husejna z Timurem. Od tej pory rosła między nimi nieufność i wrogość, co doprowadziło do walki o władzę.

## Zdobycie władzy w Mawarannahrze
Współpraca dotychczasowych sojuszników Husejna i Tamerlana zakończyła się z powodu ambicji dwóch władców, którzy pragnęli samodzielnych rządów. Walki między nimi toczyły się w latach 1368–1369 lub 1369–1370. Timur zmusił Husejna do ucieczki do twierdzy Balch, gdzie po oblężeniu i obietnicy zachowania życia Husejn poddał się. Tamerlan uwolnił się z tego przyrzeczenia, oddając Husejna w ręce Kejchosrou, emira Chuttalanu, który pomścił śmierć swojego brata z ręki Husejna i zabił go.
W 1370 r. Timur ogłosił chanem Sojurgatmysza z rodu Czagataja. Chan ten był zależny od Timura. Tamerlan nie mógł zostać chanem, ponieważ w jego żyłach nie płynęła krew Czyngis-Chana i Czagataja, co było wymogiem niezbędnym do objęcia tronu.
Tamerlan zadowolił się tytułem wielkiego emira oraz kurgena (czyli zięcia), gdyż jedna z jego żon pochodziła z panującej dynastii (chodzi tu o Saraj Mulk-chanum, córkę Kazana chana z rodu Czagataja, wdowę po Husejnie). Mimo skromniejszego tytułu Timur uzyskał pełnię władzy.

## Związki z Tochtamyszem
W XIV wieku dokonał się rozpad Złotej Ordy na Złotą Ordę właściwą i Białą Ordę. W 1357 r. umarł ostatni wielki chan Złotej Ordy (właściwej), Dżanibek. Jego syn, chan Berdibek, został zamordowany w 1359 r. Od tego momentu zaczęły się w Złotej Ordzie rządy chaosu. Brak było stałego władcy, trwały nieustanne intrygi o władzę. W sprawy Złotej Ordy zaczęła ingerować Biała Orda.

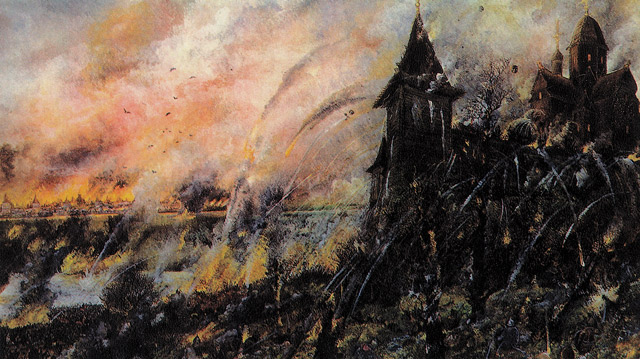
Zniszczenie Moskwy przez Tochtamysza w 1382 r.

Tereny podlegające Złotej Ordzie w 1389 r., tuż przed pierwszym najazdem na nie przez wojska Timura w 1391 r.

W połowie lat 70. XIV wieku Tuj Chodża Ogłan, władca Mangyszłaku pochodzący z rodu Czyngis-chana, został zamordowany przez władcę Białej Ordy, Urus-chana, za rzekomą działalność opozycyjną wobec niego. W 1376 r. syn zamordowanego, Tochtamysz, uciekł do Timura, władca go przyjął. Tamerlan nadał przybyszowi miasta: Sabran, Otrar, Sygnak i kilka innych. Mimo pomocy oddziałów Timura, Tochtamysz poniósł dwie porażki z wojskami Białej Ordy. Mimo tych niepowodzeń Tamerlan pozwalał na pozostanie Tochtamysza. Urus-chan, którego ziemie były pod atakami, ruszył przeciwko Timurowi, protektorowi Tochtamysza. Obie armie spotkały się w okolicach nad Syr-darią. Mróz i zawieje śnieżne przerwały działania wojenne. Urus-chan wycofał się na swoje terytorium i niedługo potem, w 1378 r. zmarł, a wkrótce po nim zmarł też jego syn. Wykorzystał to Tochtamysz i na krótki okres zdobył władzę nad Białą Ordą. Jednak nie cieszył się nią długo, ponieważ został pokonany przez swego rywala Timura Melikiego. Dzięki wsparciu Timura zdobył władzę w Białej Ordzie w 1379 r. Rozpoczął on proces zjednoczenia obu rywalizujących ze sobą ord pod swoim panowaniem. Sytuacja międzynarodowa sprzyjała tym planom, ponieważ emir Mamaj, (nieformalny władca Złotej Ordy) przegrał starcie na Kulikowym Polu. Tochtamysz po tym wydarzeniu ruszył na Mamaja i pokonał go. Przegrany uciekł do Kaffy, gdzie zabili go tamtejsi Genueńczycy. Tochtamysz został władcą wielkiego imperium, zjednoczył pod swym panowaniem Złotą Ordę właściwą i Białą Ordę. Nowy wielki chan postanowił przywrócić podległość Rusi wobec jego państwa i w 1382 r. ruszył na Moskwę, którą złupił.
Tamerlan, pomagając Tochtamyszowi, miał nadzieję pozyskać sprzymierzeńca, który będzie podległy i zabezpieczy północno-zachodnią granicę przed najazdami. Timurowi zależało także na utrzymaniu podziału Złotej Ordy na dwa zwalczające się obozy, Złotą Ordę właściwą i Białą Ordę. Nie chciał, aby Urus-chan zjednoczył te terytoria. Plany Tamerlana się nie dokonały. Doszło do zjednoczenia Złotej Ordy przez Tochtamysza, który zwrócił się przeciwko Timurowi. Czekała go więc długa wojna z dawnym protegowanym, a później chanem zjednoczonej Złotej Ordy.
Tochtamysz od 1385 r. zwrócił się przeciw swojemu dotychczasowemu sojusznikowi i zaczął atakować ziemie należące do Timura bądź będące w jego strefie wpływów. Po przegranych bitwach z Tamerlanem w 1391 i 1395 r., rozbity Tochtamysz zbiegł do Bułgarii Kamskiej, a władcą zależnym nad Złotą Ordą z rozkazu Timura został Temür Kutług. Pokonał on z pomocą Edygeja 12 lub 16 sierpnia 1399 nad Worsklą wojska wielkiego księcia litewskiego, Witolda, które prowadziły ze sobą Tochtamysza, zamierzając oddać mu utraconą władzę nad Złotą Ordą. Tochtamysz zginął zimą 1406/1407 r. w bitwie pod Tiumenią.

## Podboje i wojny Timura

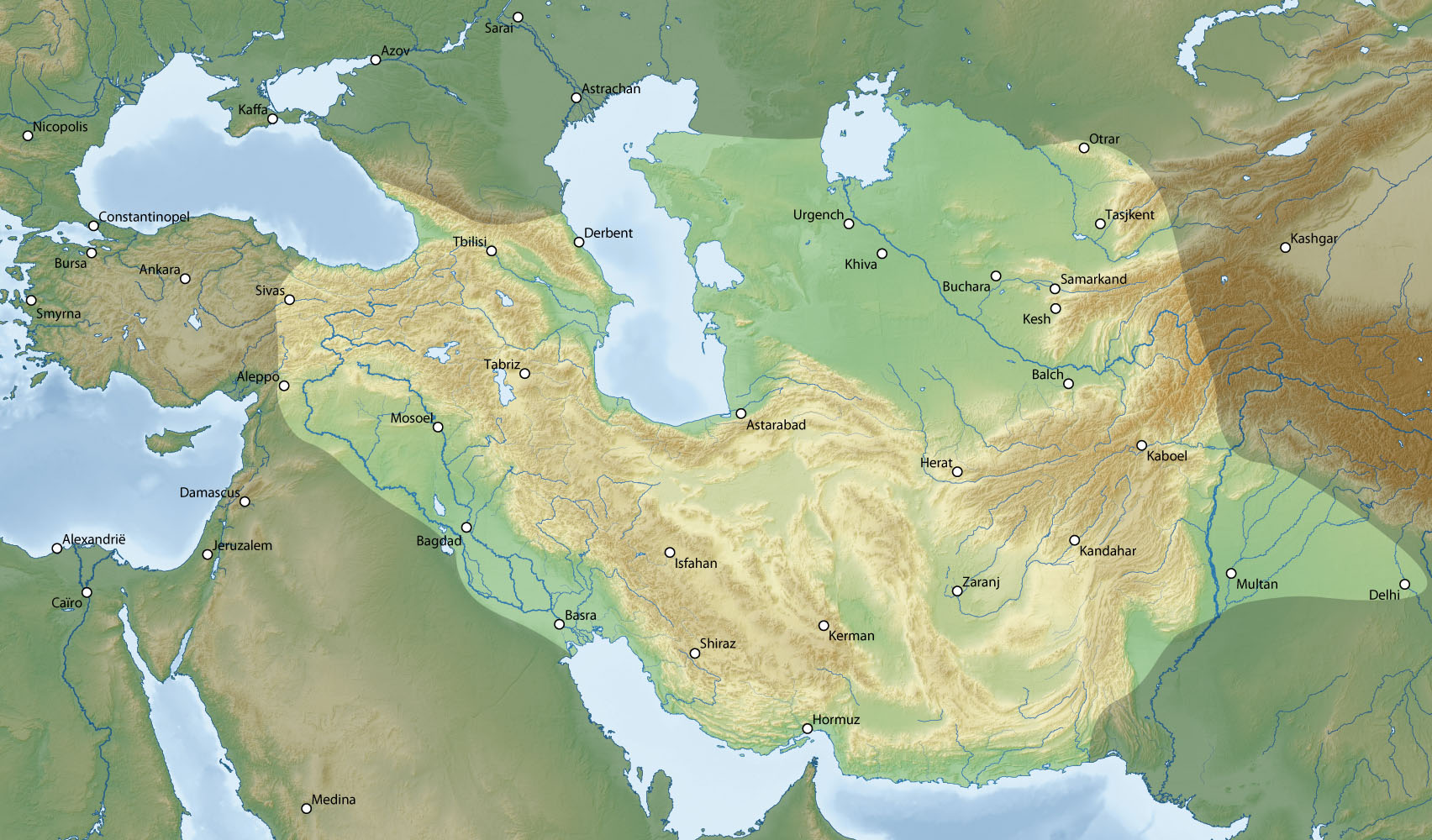
Imperium Timura

Timur podczas swych 35 lat rządów w okresie od 1370 do 1405 r. panował nad ordami koczowników ze stepów, między innymi rodzimego Mawarannahru, pobił wielu władców różnych krajów i krain. Równie wielu uzależnił od siebie jako swoich wasali. W największych wyprawach wojennych mógł liczyć na 150-tysięczną armię. Timur był jednym z największych wodzów w historii.

### Podbój Iranu i Iraku
- 1370 – początek serii grabieżczych najazdów odwetowych na tereny położone na wschód od terytoriów zajmowanych przez Timura, z których wcześniej wyruszały wyprawy przeciw Timurowi i Mawarannahrowi.
- 1372 – zdobycie Kiatu (późniejszej Chiwy) i podporządkowanie Chorezmu (układ z Jusufem Sufim z rządzącego rodu Sufich, który miał płacić Timurowi daninę i dać za żonę Dżahangirowi, najstarszemu synowi Timura, córkę Husejna Sufiego, księżniczkę Chan-zadę, w zamian za pokój).
- 1373 – kolejna wyprawa na Chorezm wskutek niedotrzymania traktatu o małżeństwie księżniczki Chan-zady z Dżahangirem, najstarszym synem Timura. Zawarto ugodę, księżniczka wyruszyła do Samarkandy. Władcy z rodu Sufich stali się wasalami Timura.
- 1375-1376 – ponowne grabieżcze ataki na ziemie mongolskie. Złupienie Kaszgaru i Jarkendu.
- 1376 – po udanych kampaniach z dwu poprzednich lat, Timur otrzymał wiadomość, że jego najstarszy i ulubiony syn, Dżahangir, umarł nagle, złożony chorobą. Zrozpaczony Timur przerwał na krótki czas wyprawy wojenne.
- 1376-1379 – Timur udzielił wsparcia wojskowego Tochtamyszowi w jego długiej i trudnej walce o tron Białej Ordy.
- 1379 – wyprawa przeciwko buntującemu się Chorezmowi. Zdobycie Urgenczu.
- 1380 – Timur mianował swego syna Miranszaha zarządcą Chorasanu.

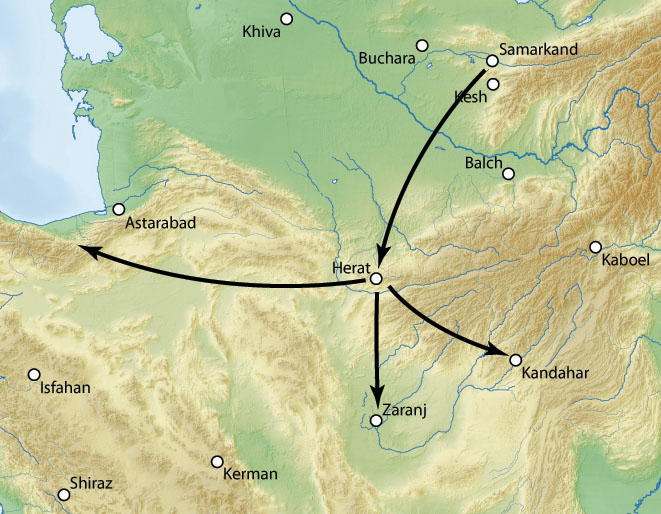
Mapa kampanii we wschodnim Iranie w latach 1381-1384

- 1381 – zdobycie bez walki Heratu w Chorasanie. Wypłata dużego okupu w zamian za zachowanie życia przez mieszkańców miasta. Wojska Timura zimowały w okolicach Buchary.
- 1382 – atak na tereny Mazandaranu, pokonanie tamtejszego władcy, emira Walego i podporządkowanie sobie terenów wokół Morza Kaspijskiego. Wojsko zimowało w okolicach Samarkandy.
- 1383 – bunt miasta Herat i jego ponowne zdobycie. W Isfizarze (miasto na południe od Heratu) wzięcie do niewoli dwóch tysięcy ludzi i wmurowanie ich żywcem w ściany wież. Ostateczne podbicie Chorasanu (co nie oznaczało całkowitego spokoju, co jakiś czas wybuchały kolejne bunty, ostro tępione przez Timura). Pozbawienie władzy panującej tam dynastii Kurtów.
- 1383 – zniszczenie przez dowódców Timura państwa serbedarów w północno-wschodnim Iranie. Złupienie Niszapuru i kilku innych miast.
- 1384 – zdobycie Kandaharu oraz podbój i spustoszenie Sistanu z jej stolicą Zarandż. Sultania, miasto w Azerbejdżanie, poddało się władzy Timura.

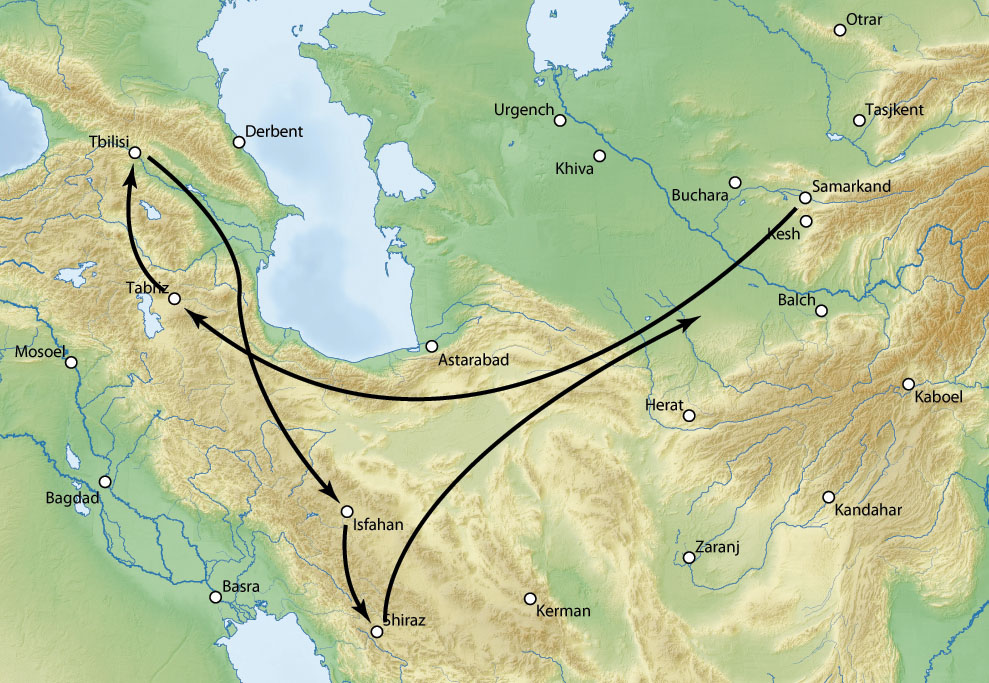
Mapa kampanii w zachodnim Iranie w latach 1386-1388

- 1386 – atak na Tebryz w Azerbejdżanie i zdobycie tego miasta bez walki i wzięcie wielkiego okupu. Tebryz został nadany Mehmetowi Sułtanowi, wnukowi Timura.
- 1386 – pierwsza wyprawa przeciw Gruzji (najbardziej buntowniczy kraj podbity przez Timura) i kapitulacja jej stolicy Tyflisu (dzisiejszego Tbilisi).
- 1387 – najazd na Armenię.
- 1387 – wkroczenie armii Timura do Azji Mniejszej, pokonanie tamtejszych plemion turkmeńskich, które napadały na pielgrzymów zdążających do Mekki. Zdobycie Erzindżanu i Erzerumu.
- 1387 – kapitulacja Isfahanu bez walki i wzięcie zwyczajowego w takiej sytuacji wielkiego okupu. Całkowite spustoszenie miasta w następstwie nagłego buntu. Timur zarządził budowę wielu wież z głów kilkudziesięciu tysięcy mieszkańców tego miasta. Pokonanie małych państw należących do władców z dynastii Muzafferydów (stali się oni kolejnymi wasalami Timura). Spustoszenie prowincji Fars i zdobycie jej stolicy Szyrazu (pokojowa kapitulacja, wzięcie ogromnego okupu) i kilku innych miast.
- 1388 – pozbawienie władzy dynastii Sufich z Chorezmu z powodu poparcia udzielonego w tamtym czasie Tochtamyszowi. Zburzenie Urgenczu (Timur dopiero w 1391 r. zezwolił na odbudowanie części zburzonego miasta). Śmierć marionetkowego chana Sojurgatmysza, kolejnym nominalnym władcą został syn Timura, Mahmud Chan.
- 1389-1390 – bunt w Chorasanie i ostateczne jego opanowanie oraz kolejna wyprawa i pokonanie chana Chizry Chodży. Układ o nieagresji z pokonanym władcą.

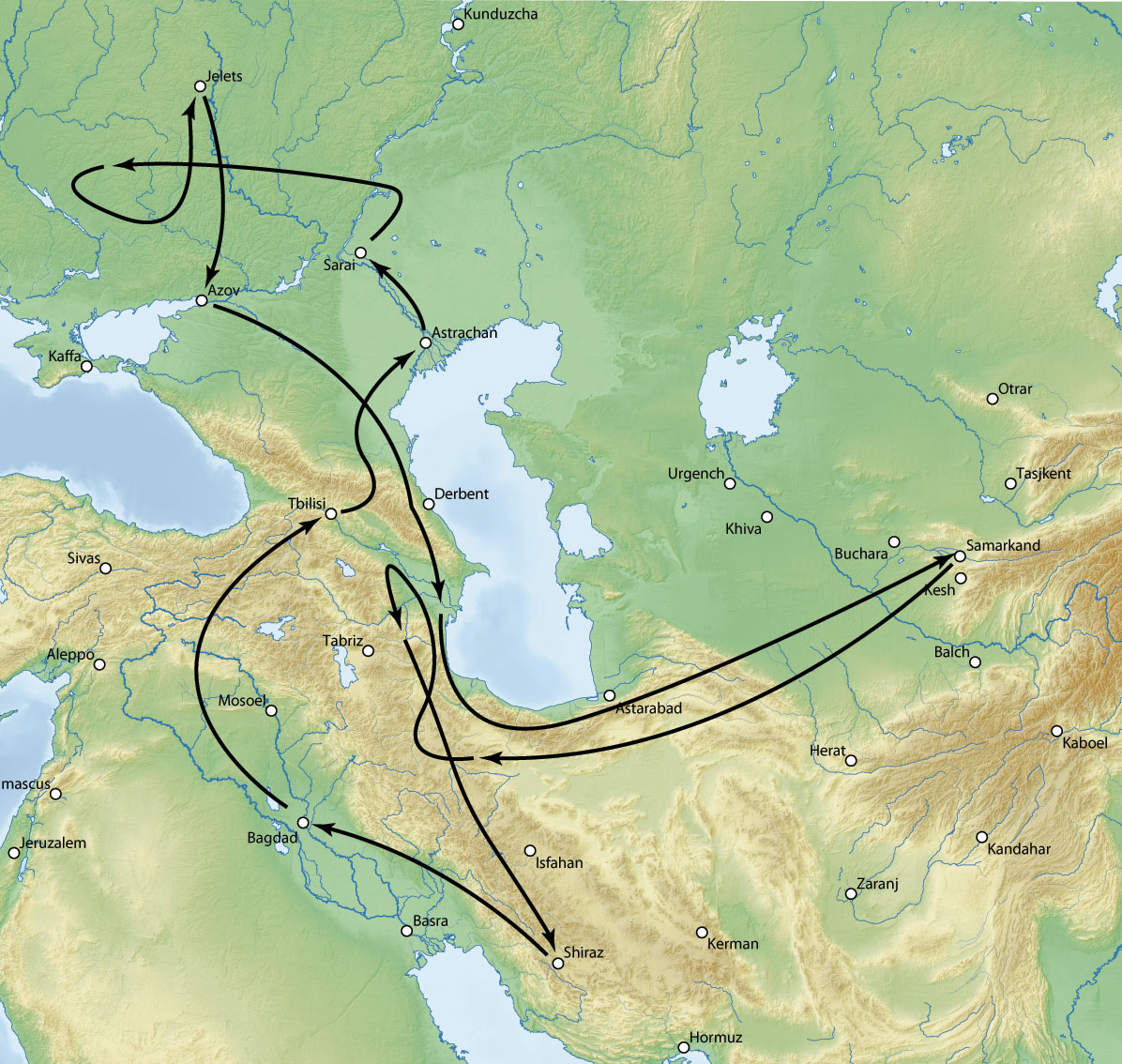
Mapa kampanii pięcioletniej (1392-1396) (w tym drugiej decydującej kampanii przeciwko Złotej Ordzie z 1395)

- 1392 – marsz wojsk Timura przez Mazandaran, poskromienie tamtejszych buntów.
- 1393 – złupienie Gruzji.
- 1393 – tłumienie nieustannych buntów w Iranie. Zmuszanie szyitów do przejścia na sunnizm. Tępienie tamtejszych izmailitów. Wystąpienie przeciwko rywalizującym ze sobą książętom z dynastii Muzafferydów (zostają ostatecznie pokonani i straceni). Ponowne zdobycie Szyrazu, Timur mianował swego drugiego syna Omara Szajcha (który wkrótce zginął) władcą prowincji Fars.
- 1393-1394 – podbój Iraku. Kapitulacja Bagdadu, ucieczka jego władcy sułtana Ahmeda. Wypłacenie Timurowi wielkiego okupu przez mieszkańców Bagdadu. Spustoszenie Kurdystanu. Zdobycie Tekritu i Basry.
- 1394 – ponowne zniszczenia, grabieże i mordy w Armenii i Gruzji (padło Tbilisi). Mordy na tamtejszych chrześcijanach. Mordy i grabieże krnąbrnych muzułmańskich koczowników turkmeńskich na pograniczu Iranu i Azji Mniejszej. Masowa ucieczka Turkmenów do Anatolii. Timur nadał emirat Erzindżan Tahartenowi (naczelnikowi jednego z plemion turkmeńskich), który od tej pory był jego wiernym sługą i strażnikiem jego posiadłości na granicy z Turcją osmańską. Poddanie się miast Mardin i Edessa.
- 1394 – egipski sułtan mamelucki, Barkuk, w czasie gdy Timur łupił Armenię i Gruzję, przywrócił utracone panowanie obalonemu władcy Bagdadu, sułtanowi Ahmedowi.
- 1396-1398 – Timur pozostał w Samarkandzie przez dwa lata, zajmując się nadzorowaniem monumentalnych budowli. Mianował swego najmłodszego syna, Szahrucha, zarządcą Chorasanu. Miranszahowi powierzył w zarząd terytoria na zachodzie (Azerbejdżan i północny Iran).
- 1396 – zdobycie na rozkaz Timura wybrzeży Zatoki Perskiej przez jego wnuka Mirzę Mehmeta Sułtana. Władca miasta Ormuz został zmuszony do płacenia daniny w wysokości sześciuset tysięcy dinarów rocznie.
- 1397 – przypieczętowanie pokoju z chanem Chizrą Chodżą (ślub córki chana, Tukal-chanum, z Timurem).
- 1399 – śmierć chana Chizry Chodży (z tego powodu wyprawa prewencyjna na Chorasan). Złupienie chanatu przez wnuka Timura, Mirzę Iskendera. Dojście do rzeki Tarym i złupienie miast Jarkend i Ak-su, znajdujących się daleko na wschód od posiadłości Timura. Podobno armia wnuka Timura znajdowała się w odległości zaledwie 61 dni drogi od Pekinu.
- 1399 – odsunięcie Miranszaha od władzy w Azerbejdżanie i Iranie z powodu nieudolności.
- 1400 – kolejna ekspedycja karna na Gruzję. Zimą koncentracja wojsk Timura w dolinie Karabag w Azerbejdżanie, wiosną atak na Gruzję. Zajęcie Tbilisi i wprowadzenie tam załogi timurydzkiej, okrutne mordy na tamtejszych chrześcijanach, zniszczenie wielu klasztorów i kościołów.
- 1401 – mianowanie ulubionego wnuka Timura, Mehmeta Sułtana, zarządcą Azerbejdżanu i Iranu.
- 1403 – nagła śmierć jednego z najzdolniejszych wnuków Timura, Mehmeta Sułtana (pierworodnego syna Dżahangira), który miał zostać następcą Timura.

### Złota Orda
- 1385 – atak wojsk chana Złotej Ordy Tochtamysza na tereny strefy wpływów Timura, czyli na Azerbejdżan irański, splądrowanie Tebryzu.
- 1387 – zimą (początek roku) Tochtamysz atakował i plądrował w rejonie Kaukazu. Potyczka armii Timura z awangardą wojsk Złotej Ordy. Główna armia Złotej Ordy wycofała się w porę, objuczona łupami.
- 1387 – atak Złotej Ordy na tereny państwa Tamerlana i dojście aż do rejonu Buchary, po czym wycofanie się na własne terytorium ze zdobytymi łupami. Timur nie reagował, ponieważ w tym czasie walczył w Gruzji i Armenii.
- 1389 – kolejny atak Tochtamysza. Przeprawienie się jego armii przez Syr-darię na tereny Mawarannahru. Nieudany napad na miasto Sabran, kilka nierozstrzygniętych potyczek z armią Timura i pospieszne wycofanie się chana na własne terytorium.

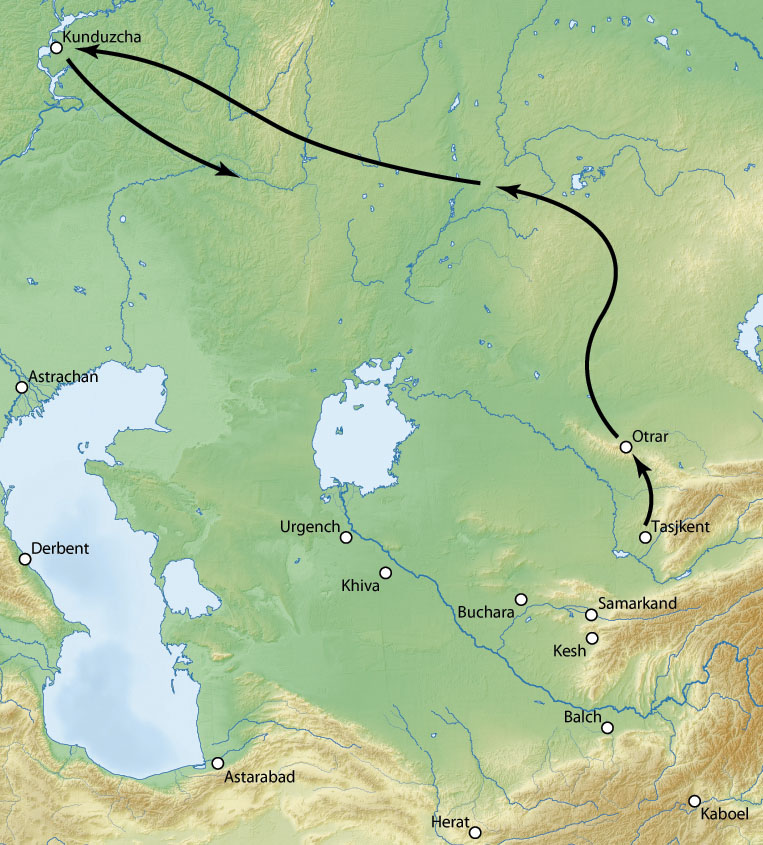
Mapa pierwszej kampanii przeciwko Złotej Ordzie w 1391-1392

- 1391 – pierwsza wielka wyprawa Timura na tereny Złotej Ordy. Zimą koncentracja wojsk w rejonie Taszkentu. Pochód przez stepy dzisiejszego Kazachstanu. Tochtamysz złożył za pośrednictwem posła prośbę o zawarcie pokoju, którą Timur odrzucił. Chan unikał walki, licząc na zmęczenie w stepach wielkiej armii Timura. W połowie maja armia timurydzka dotarła do rzeki Jaik. 18 czerwca początek wielkiej dwudniowej bitwy i zwycięstwo nad chanem Złotej Ordy, Tochtamyszem, koło miejscowości Kunduzcza. Po zwycięstwie grabienie terenów w rejonie rzeki Wołgi. We wrześniu początek odwrotu w stronę Samarkandy. Tochtamysz, mimo porażki, do której przyczyniła się zdrada części mirzów tatarskich (między innymi sławnego Edygeja), utrzymał się u władzy.
- 1391-1392 przed powrotem do Samarkandy wojska timurydzkie zimowały w Taszkencie. Timur mianował swego wnuka Pir Mohammada zarządcą Kabulu.
- 1392 – początek kampanii pięcioletniej (1392-1396).
- 1394 – nieudane ataki wojsk Tochtamysza na ziemie Timura w rejonie Kaukazu.

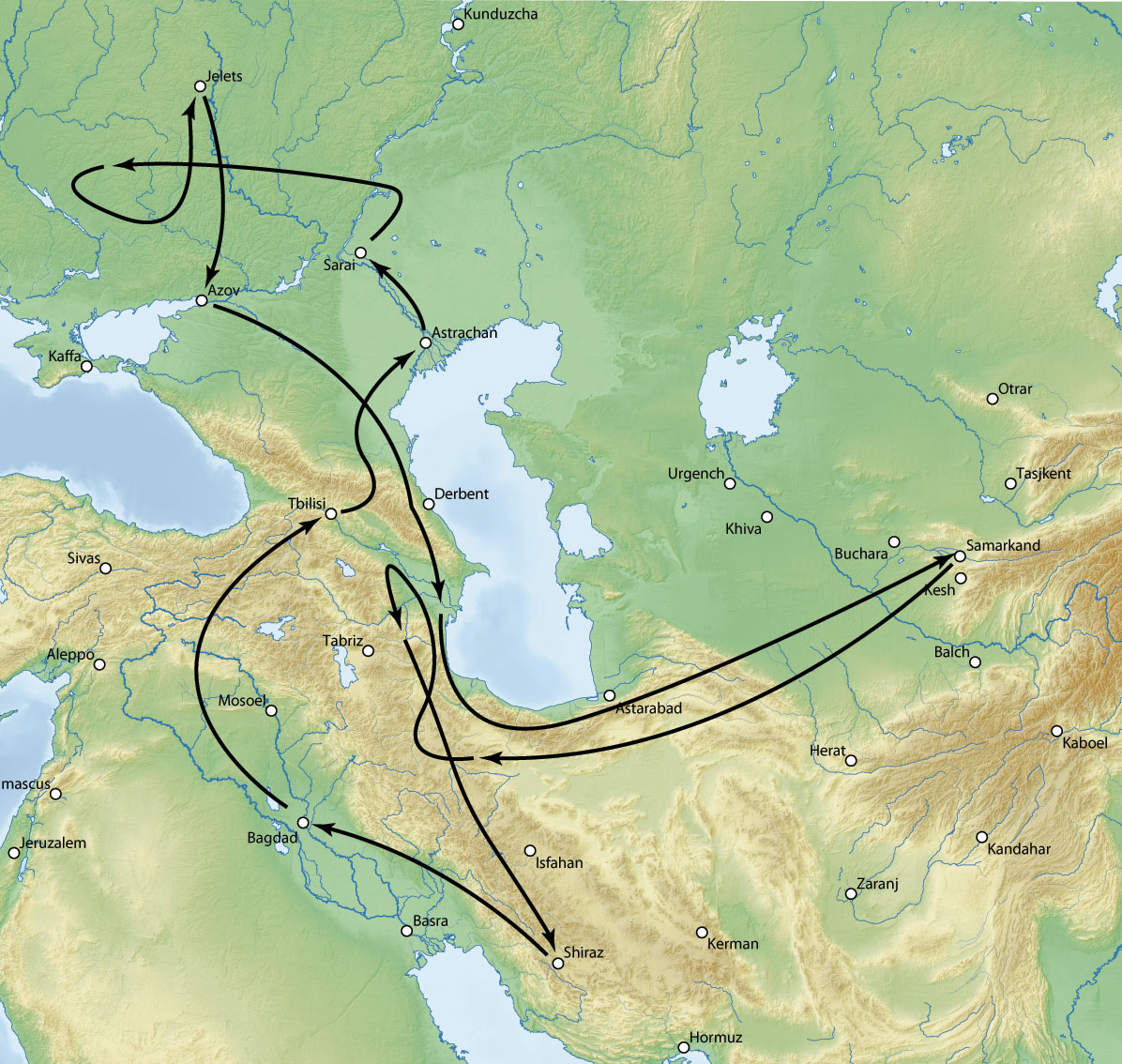
Mapa kampanii pięcioletniej (1392-1396) w tym drugiej decydującej kampanii przeciwko Złotej Ordzie z 1395

- 1395 – na wiosnę początek drugiej wielkiej wyprawy na Złotą Ordę, wojska Timura z terenów znad Morza Kaspijskiego, gdzie zimowały, ruszyły na północ. Przemieszczały się przez terytorium Gruzji, pustosząc tamtejsze winnice.
- 1395 – wojska Tamerlana pokonały przełęcz Derbend. Koncentracja wojsk w rejonie góry Elbrus niedaleko rzeki Samur, następnie armia Timura wkroczyła na tereny dzisiejszej Czeczenii. W kwietniu doszło do spotkania obu wojsk nad rzeką Terek, w okolicy obecnego Groznego (stolicy Czeczenii). Bitwa nad wspomnianą rzeką skończyła się ostatecznym rozbiciem wojsk Tochtamysza i zupełnym spustoszeniem terenów należących do Złotej Ordy (między innymi jej stolicy w Saraju). Przegrany chan uciekł do Bułgarii Kamskiej. Oprócz stolicy Złotej Ordy spustoszone zostały także inne jej miasta: Hadżi Tarchan (Astrachań), Ukek, Madżar i wiele miast Powołża. Obrabowano i złupiono miasta nad Donem, Azak i Tanę (zabito tam wszystkich chrześcijan pozostawiając muzułmanów przy życiu). Spustoszono Krym. Tamerlan dotarł aż do Jelca w ziemi riazańskiej, po czym ze względu na zimę zarządził odwrót na południe.
- 1395/1396 – w drodze powrotnej z wyprawy na Złotą Ordę armia Timura dotarła nad rzekę Kubań. Czerkiesi próbowali powstrzymać pochód wojsk Timura, podpalając step. Napad na Alanów (Asów) oraz kolejny raz spustoszenie Gruzji.
- wyprawy Timura na Złotą Ordę znacznie osłabiły jej siłę militarną i gospodarczą, a wskutek tego odsunęły niebezpieczeństwo od jego państwa.

### Złupienie Indii
- 1397 w ramach przygotowań do kampanii indyjskiej Timur wysłał swego wnuka Pir Mohammada (syna Dżahangira) wraz z pewną ilością wojska do Pendżabu, do miasta Multan, aby rozeznał się w sytuacji.

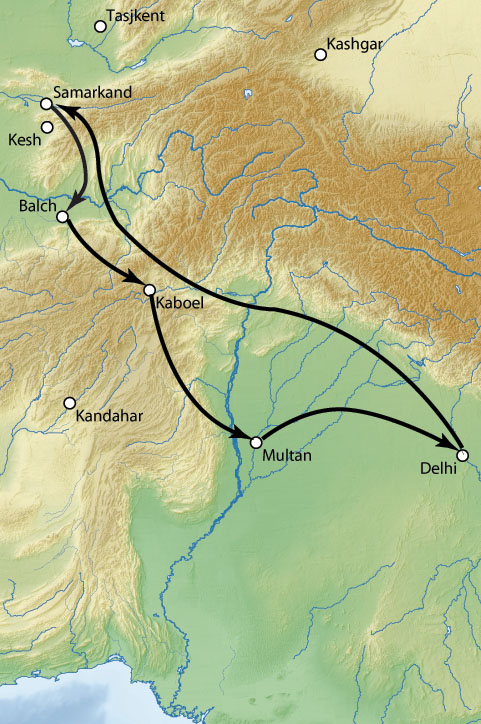
Mapa kampanii indyjskiej z lat 1398-1399

- marzec 1398 – początek wyprawy na Indie przeciw sułtanatowi Delhi (rządzonemu przez sułtana z dynastii Tuglukidów Mahmuda – młodocianego władcę uzależnionego od swojego wezyra, Mellu-chana). Pochód przemieszczał się przez tereny dzisiejszego Afganistanu, przemierzając pasmo gór Hindukusz, gdzie Timur pokonał górski lud Kafirów.
- 1398 – 9 października wojska Timura przekroczyły Indus. Zdobywanie i pustoszenie wszystkich miast i fortec prowadzących do Multanu i Delhi. Zdobycie Multanu przez Pir Mohammada po wielu miesiącach oblężenia (obrońcy poddali się na wieść o zbliżaniu się do tego miasta głównej armii Timura). Druzgocąca klęska wojsk dowodzonych przez wezyra Mellu-chana, które uległy wojskom Timura niedaleko Delhi (mimo użycia przeciw timurydom nieznanych im dotąd słoni). Na rozkaz Tamerlana wymordowano sto tysięcy hinduskich jeńców z obawy przed ich buntem na tyłach armii timurydzkiej. Pochód na Delhi i kolejna wygrana przez Timura bitwa.
- początek stycznia 1399 – spustoszenie Delhi, niespotykane mordy i rzezie. Ucieczka sułtana Mahmuda i wezyra Mellu-chana.
- 1399 – w dalszych dniach stycznia dojście do Gangesu i kolejne okrutne mordy na Hindusach. Przełom stycznia i lutego – początek odwrotu. Powodem tak niespodziewanego zakończenia operacji przez Timura w Indiach były prawdopodobnie problemy jego syna Miranszaha w północnym Iranie i Azerbejdżanie oraz zgony dwóch wrogich władców, które otwierały nowe możliwości podbojów – emira Siwasu Burhaneddina i sułtana Egiptu Barkuka (jego następca i syn Faradż nie miał autorytetu, a emirowie mameluccy byli niezadowoleni z elekcji syna dotychczasowego sułtana, co było sprzeczne z mamelucką praktyką, ponieważ dotychczas na tronie najczęściej zasiadał najzdolniejszy i zarazem najpotężniejszy z emirów mameluckich). Odwrót, podobnie jak najazd, usłany był trupami Hindusów. Pochód przebiegał przez Kaszmir u podnóży Himalajów, który spustoszono. Muzułmański szach tego regionu poddał się Timurowi i zapłacił wielki okup. Radża Dżammu, hinduista, wpadł w zasadzkę, uratowało go przejście na islam. Zdobyto Lahore i ścięto tamtejszego księcia za niestawienie się na wezwanie Timura. Latem po długiej wyprawie wojska ze zwycięskim przywódcą na czele powróciły obładowane wielkimi łupami do uroczyście ich witającej stolicy imperium, Samarkandy.
- Lokalny władca Chizr Chan z nadania Timura został zarządcą Pendżabu i Górnego Sindu, jednak nie odegrał w historii Indii większej roli.
- Timur traktował tę wyprawę jako „świętą wojnę” przeciwko pogańskim Hindusom, dlatego urządzał masowe rzezie. Jedna z najbardziej krwawych wypraw Timura, ale i najbardziej opłacalnych, zakończonych zdobyciem ogromnych łupów.

### Wojna z Imperium Osmańskim i Egiptem mameluków

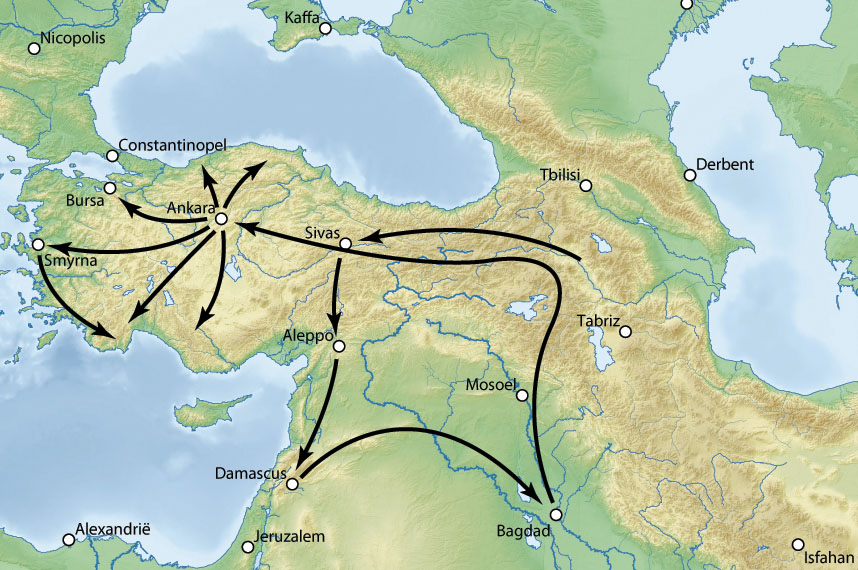
Mapa kampanii anatolijskiej w latach 1400-1402

- 1400 – jesienią wkroczenie w granice Imperium Osmańskiego. Pod Kajseri wojska Timura pokonały armię osmańską dowodzoną przez Sulejmana, syna sułtana Bajazyda I Błyskawicy i zmusiły ją do odwrotu. Zdobycie i rozgrabienie Siwasu oraz wyparcie Turków osmańskich z Malatii. Otwarta droga do podboju Anatolii.
- 1400 – jesienią niespodziewany atak na Syrię, kraj będący wtedy prowincją Sułtanatu mameluków. Zajęcie miasta Aintab (obecny Gaziantep). Bitwa pod Aleppo, gdzie Tamerlan użył zdobytych w Indiach słoni bojowych, i rozbicie wojsk mameluckich. Zdobycie Aleppo i wzniesienie wież z głów zabitych wrogów. Złupienie miast Hama, Homs, Baalbek, Sydon i Bejrut.
- 1400 – w czasie pobytu Timura w Syrii, sułtan turecki wkroczył do Armenii i zajął Erzindżan, wypędzając z niego Tahartena, namiestnika z nadania Timura. Bajazyd ustanowił tam swojego namiestnika Kara Jusufa, po czym wycofał się. Timur wysłał przeciw Turkom wojsko ze swym synem Szahruchem na czele. Szahruch pobił część armii tureckiej w prowincji Siwas i zmusił ją do odwrotu.
- 1401 – bitwa wojsk mameluckich pod dowództwem sułtana Faradża z wojskami timurydzkimi niedaleko Damaszku, niepowodzenie mameluków i ich odwrót do Kairu. Zdobycie i wielkie rozgrabienie Damaszku, pożary w mieście zniszczyły wielki meczet Omajjadów. W tym samym czasie wojska pod dowództwem dwóch synów Timura, Szahrucha i Miranszaha, pustoszyły Antiochię i jej okolice.
- 1401 – Timur skierował swe wojska w kierunku zbuntowanego Iraku. Zdobycie i złupienie Nisibinu, Mosulu i Bagdadu. Bagdad, który bronił się prawie dwa miesiące przed wojskami Timura odczuł najmocniej gniew wielkiego wodza, każdy żołnierz Timura miał mu przynieść głowę jednego mieszkańca miasta, tylko uczeni i przywódcy religijni zostali ocaleni z rzezi.
- 1402 – 16 lutego Timur ruszył w kierunku Armenii i zajął miasta Erzindżan oraz Erzerum, a także ważny zamek Kemak. Taharten wrócił na stanowisko namiestnika Erzindżanu.

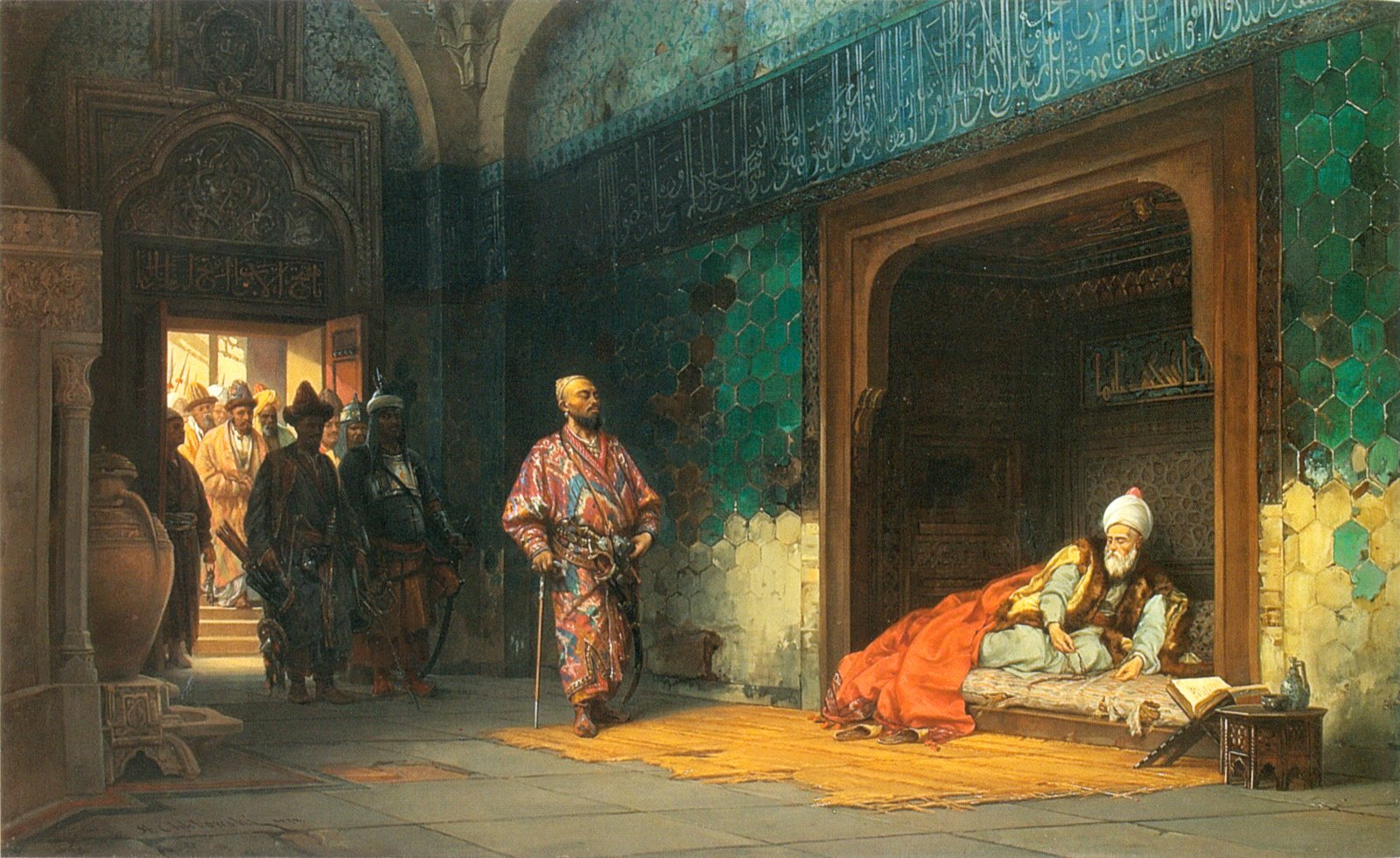
Sułtan Bajazyd w niewoli u Tamerlana (Timura), 1878 – obraz autorstwa Stanisława Chlebowskiego

- 1402 – Timur wkroczył ponownie w granice Imperium osmańskiego. 28 lipca 1402 (data nie jest całkowicie pewna) doszło do bitwy pod Ankarą. Porażka Osmanów, ucieczka Sulejmana (syna Bajazyda I Błyskawicy) do europejskich prowincji tureckich i wreszcie pojmanie sułtana Bajazyda. Zajęcie bez oporu Ankary. Spustoszenie całego terytorium Osmanów w Azji Mniejszej. Ograbienie miast:  Bursa, İznik, Ikonium, Karahisar, Satalia oraz miasta późniejszej śmierci sułtana tureckiego – Akszehiru i wielu innych miejscowości.
- 1402 – w grudniu zdobycie Smyrny od joannitów i mordy na tamtejszych chrześcijanach.
- 1403 – śmierć Bajazyda I Błyskawicy w niewoli u Timura w Akszehirze oraz jego uroczysty pogrzeb. Tamerlan oddał Issie, drugiemu synowi zmarłego sułtana Bajazyda w lenno resztki posiadłości osmańskich w Anatolii. Pozostałą część Anatolii podzielił między dawnych emirów seldżuckich w zamian za trybut. Trybut płacili także cesarze: Trebizondy (dzisiejszego tureckiego miasta Trabzon) i Bizancjum. Później Timur przyznał zbiegłemu do Europy Sulejmanowi, pierwszemu synowi zmarłego Bajazyda, tereny bałkańskie. Tylko najmłodszy syn nieżyjącego sułtana, Mehmed nie ukorzył się przed Timurem.
- 1403 – ujarzmienie rebelii Turkmenów i kolejny najazd na Gruzję (ostatni Timura) podczas powrotu z Anatolii.
- wyprawa przeciw Mamelukom i Turcji osmańskiej zapewniła spokój imperium Timura na zachodzie, dzięki czemu mógł on już snuć plany ataku na Chiny.

### Przygotowania do podboju Chin

Szahruch, najmłodszy syn Timura, który rządził w latach 1409-1449 rozpadającym się już powoli imperium Tamerlana

- Pod koniec operacji w Turcji Timur zaczął przygotowania do inwazji na Chiny.
- Atak i zamierzone podbicie kraju niewiernych, buddyjsko-konfucjańskich Chin, miało być swego rodzaju pokutą za zabicie tak wielu muzułmanów podczas dotychczasowych wypraw wojennych.
- Timur nakazał zrobić dokładny opis krajów, rozciągających się od granic jego imperium po Chiny.
- Rozkazał licznym oddziałom wojska ze wschodniego pogranicza przygotowanie wielkich zapasów zboża dla całej jego armii. Cała ludność od Samarkandy na wschód zajęła się zasiewami i gromadzeniem zapasów.
- Żołnierze mieli się odpowiednio przygotować na wyprawę czteroletnią, chodziło głównie o zaopatrzenie się w odzież zimową i odpowiednią ilość jedzenia.
- Przygotowano pięćset wozów do transportu bagaży.
- Powołano na wyprawę około 150 tysięcy żołnierzy (choć pisze się również o 200 tysiącach).
- 1405 r. 8 stycznia Timur ruszył z Samarkandy na podbój Chin. Punktem koncentracji wojsk został Taszkent. Wielkiej wyprawie nie sprzyjała aura, panował bardzo duży mróz.

W Otrarze Timur prawdopodobnie ciężko zaniemógł. Jego stan pogorszył się po próbie rozgrzania organizmu arakiem. Przeczuwając zgon, wyznaczył na następcę swojego wnuka Pir Mohammada Dżahangira. Zamierzano jeszcze zaatakować Chiny, więc śmierć Timura została ukryta. Jego ciało spoczęło w Samarkandzie. Nie dotrzymano testamentu Tamerlana, ponieważ tron objął inny jego wnuk, Mirza Halil Sułtan. Z powodu zamieszania i nieładu, które po tym powstały, nastąpiła rezygnacja z wyprawy przeciw Chinom. Po tym epizodzie władzę przejął najmłodszy syn Timura, Szahruch.

## Testament
Ostatnie słowa Tamerlana przed śmiercią ponoć brzmiały następująco:
„Wiem, że moja dusza wkrótce opuści ciało i zostanę zabrany ku tronowi Boga, który daje życie i życie odbiera. Proszę, byście nie przelewali łez po mojej śmierci. Zamiast drzeć szaty i biegać wokół jak oszalali, módlcie się do Boga o łaskę dla mnie. Powiedzcie Allach akbar, Bóg jest wielki, i powtarzajcie Al-Fatihę ku pocieszeniu mej duszy. Mam nadzieję, że skoro Bóg uprawnił mnie, bym nadawał prawa Iranowi i Turanowi, aby w tych królestwach wielcy nie ciemiężyli ubogich, przebaczy mi moje grzechy, których liczba jest bezkresna (...). Ogłaszam Pira Mohammeda, syna Dzahangira, moim jedynym dziedzicem i pełnoprawnym następcą na tronie. Będzie on panował w Samarkandzie suwerennie i samodzielnie, tak aby mógł zarządzać sprawami imperium, wojska i wszystkich krajów i miast podległych jego władzy. Nakazuję wam wszystkim, abyście byli mu posłuszni i poświęcili życie, by mógł utrzymać swoją władzę, tak aby świat nie pogrążył się w chaosie i owoce mego wieloletniego trudu nie poszły na marne. Jeśli pozostaniecie zjednoczeni, nikt nie ośmieli się wam przeciwstawić, ani w najmniejszym stopniu podważyć mojej ostatniej woli.”
Po krótkiej chwili dodał jeszcze:
„Pamiętajcie, aby robić wszystko, co wam nakazałem, by utrzymać pokój i porządek publiczny. Zawsze bądźcie dobrze poinformowani o sprawach waszych poddanych. Bądźcie mężni i trzymajcie miecz w dłoni z odwagą, a tak jak ja będziecie się mogli cieszyć długim panowaniem i ogromnym imperium. Oczyściłem Iran i Turan z nieprzyjaciół oraz burzycieli pokoju i przyniosłem im sprawiedliwość i dobrobyt. Jeśli posłuszni będziecie mej ostatniej woli i uczynicie sprawiedliwość przewodnikiem wszystkich swych działań, to imperium na długo pozostanie w waszych rękach. Jednak zły los was czeka, jeśli wkradną się niezgoda i rozłam. Wrogowie rozpoczną wojny, które trudno będzie zakończyć, a państwo i wiara poniosą nieodwracalne straty.”
Niedługo potem „Zdobywca Świata” zmarł i został pochowany w Gur-i Mir.

## Skutki śmierci władcy
Po śmierci Tamerlana, wbrew jego ostatniej woli, nowym władcą państwa został wnuk Mirza Halil Sułtan, który zapoczątkował proces rozpadu imperium. Po czterech latach władzy został zamordowany przez emirów (istnieją także inne wersje śmierci). Władzę w 1409 roku przejął na czterdzieści lat najmłodszy syn Tamerlana, Szahruch. Syn Timura, którego stolicą był Herat w Chorasanie (obszar dzisiejszego Afganistanu) władał jedynie centralną i południową częścią państwa. Syn Szahrucha, Uług Beg, sprawujący władzę w Mawarannahrze, rządził niezależnie. W Iranie i Iraku wystąpiły tendencje wyzwoleńcze spod jarzma Timurydów. Po śmierci Szahrucha w 1449 r. rozpad państwa przyspieszył. W latach 60. XV wieku państwo założone przez Tamerlana, a po jego śmierci rządzone przez potomków, przestało istnieć.

## Potomkowie
Synowie:
- Dżahangir
- Omar Szajch
- Miranszah
- Szahruch

Wnukowie:
(synowie Dżahangira)
- Mehmet Sułtan
- Pir Mohammad

(synowie Omara Szajcha)
- Rustam
- Pir Muhammed
- Iskender
- Sajidi Ahmed

(synowie Miranszaha)
- Abubakr
- Omar
- Halil Sułtan
- Mohammed

(synowie Szahrucha)
- Uług-beg
- Ibrahim Sułtan

(syn Aga Begi córki Timura)
- Husejn

## Osobowość
Timur od młodych lat przebywał w otoczeniu duchownych muzułmańskich i w późniejszych czasach często używał dżihadu jako pretekstu do inwazji, szczególnie w przypadku ataków na chrześcijańską Gruzję i Armenię oraz hinduistyczne Indie. Islam traktował instrumentalnie. W jego kraju obowiązywało mongolskie prawo jasy. Wiele razy walczył z państwami muzułmańskimi (Turcja, Egipt, Iran). Po części tłumaczył to niszczeniem heretyckich szyitów w Iranie (Tamerlan był sunnitą). Mimo tego chciał uchodzić w świecie muzułmańskim za rzecznika i strażnika islamu.
Timur był okrutnym władcą. Potrafił zabić tysiące wrogów i z ich głów budować wielkie wieże ku przestrodze. Stosował okrucieństwa, aby zapanować nad ludami, które wchodziły w skład olbrzymiego imperium. Po wielu zwycięstwach Timur uważał się za władcę świata, wyznaczonego przez Boga, wielu jego żołnierzy wierzyło w jego boskie pochodzenie i oddawało mu z tego tytułu kult.
Tamerlan grał w szachy, uważając, że rozwijają one umysł, a szczególnie zmysł taktyczny. Interesował się historią, a najbardziej dziejami różnych ludów. Chciał dorównać Czyngis-chanowi.
Interesował się również budownictwem, uwielbiał wielkie budowle i pałace, których najwięcej powstało w stolicy jego imperium, Samarkandzie, i stronach rodzinnych w Keszu (Shahrisabzie). Do budowy monumentalnych budowli z każdej wyprawy wojennej brał w niewolę wielu wykwalifikowanych w tym rzemiośle robotników. Cenił ich i chciał ich mieć jak najwięcej nie tylko w budownictwie, ale i w innych rzemiosłach.
Tamerlan najbardziej interesował się wojskiem i wojną. Łupy z podbojów zapewniały jego żołnierzom ze stepów utrzymanie. Przed atakiem Timur dokładnie sprawdzał wszelkie informacje na temat atakowanego miejsca, posiadał wywiad i wielu szpiegów. Był człowiekiem twardym i ambitnym. Oprócz ambicji i siły był to człowiek obdarzony ponadprzeciętną inteligencją, mimo że przez całe życie był analfabetą i swojego rodzaju przebiegłością; na swój sposób „dotrzymał obietnicy” złożonej przy oblężeniu Siwasu:
„Straszny los spotkał osmańską załogę miejscowej twierdzy złożoną z około trzech tysięcy ormiańskich sipahi w służbie tureckiej. Przed kapitulacją Timur przyrzekł im, że nie przeleje ich krwi. Gdy się poddali, zakuto ich w kajdany, wrzucono do specjalnie wykopanych rowów i zasypano ziemią, dowódców zaś utopiono w studni. Nie było więc rozlewu krwi”.

## Pierwotne wierzenia ludów stepowych w sprawie mordowania ludności
Jedną z prawdopodobnych przyczyn okrucieństwa i ludobójstwa na podbitych terenach było przekonanie i wiara wśród koczowników, iż uśmiercony przeciwnik będzie w życiu pozagrobowym niewolnikiem swego oprawcy. Mimo islamizacji wojowników stepowych z Mawarannahru w czasie rządów Timura, w wielu przypadkach islam był traktowany przez nich powierzchownie. Nadal częste były stare wierzenia szamanistyczne w pozagrobowe niewolnictwo zabitych.